# Kamensko (Trilj)
Kamensko is een plaats in de gemeente Trilj in de Kroatische provincie Split-Dalmatië. De plaats telt 266 inwoners (2001).